# Свято-Микільський кафедральний собор (Маріуполь)
47°06′45″ пн. ш. 37°32′50″ сх. д. / 47.112548° пн. ш. 37.547243° сх. д.
Свято-Микільський кафедральний собор, Маріуполь тобто  Миколи морського — найбільший серед православних храмів приморського міста.

## Передісторія
В місті Маріуполі були знищені усі православні храми, що дійшли до років правління Йосипа Сталіна. Це були наслідки безбожної п'ятирічки. Згідно з неофіційним планом цієї кампанії в 1932—1933 р. повинні були закритися всі церкви, молитовні, синагоги й мечеті; до 1933—1934 р. — зникнути всі релігійні подання, щеплені літературою й родиною; до 1934—1935 р. — країну й насамперед молодь необхідно було охопити тотальною антирелігійною пропагандою; до 1935—1936 р. — повинні були зникнути останні молитовні й всі священнослужителі; а до 1936—1937 р. — релігію було потрібно вигнати із самих затишних її куточків. На території України діяла республіканська філія СВБ — Спілка войовничих безвірників України.
Найближчі храми до нинішнього собору були розташовані у поселенні Карасівка на узвишші, що відігравали помітку роль у силуеті міста з боку під'їзних шляхів. Всі вони були поруйновані і розібрані на будівельні матеріали. Місця їх розташування навмисно були забудована школами.
Були репресовані не тільки храми, репресованими були і священики. Так, серед убитих більшовицькою владою був і священик Михайло Арнаутов, викладач Маріупольської Маріїнської жіночої гімназії, розстріляний більшовиками. Михайло Арнаутов був батьком відомого маріупольського художника Віктора Михайловича Арнаутова.
Згодом (у повоєнний період) у низовині під поселенням Карасівка (нинішня Новосьоловка) релігійній громаді віддали одноповерховий житловий будинок, котрий переобладнали під невелику церкву — далеко від історичного центра Маріуполя. Малий храм діяв без збільшення до кінця 1980-х рр.

## Проект і побудова собору

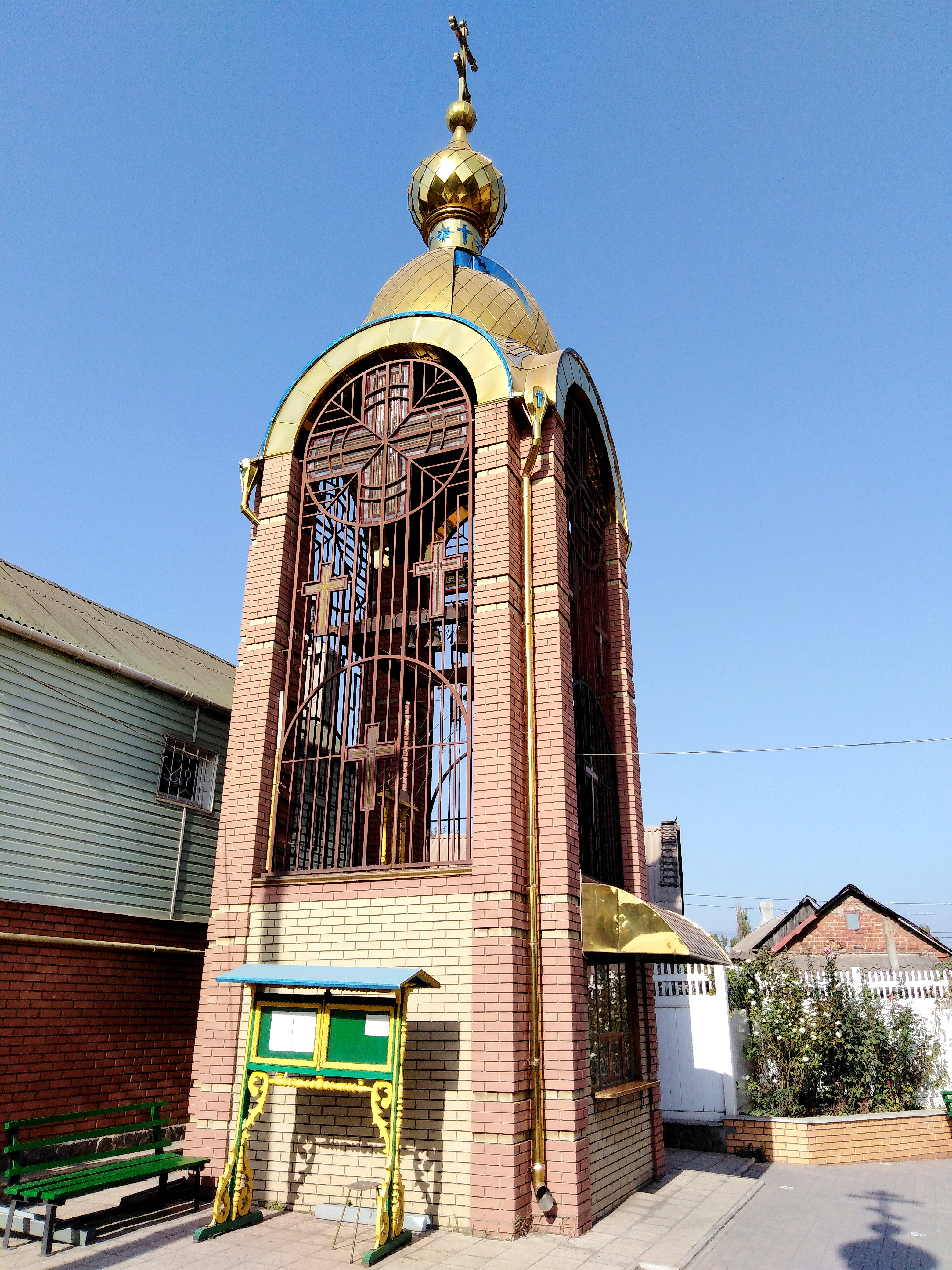

Розпад країни СРСР супроводжувався розпадом цензурних заборон наприкінці 1980-х, серед котрих були і заборони на побудову нових релігійних храмів.
Ініціатива створення головного храму міста припала саме на ці роки. Новий храм вирішили будувати біля малої церкви у низовині Новосьоловки, чим і пояснюється невигідне розташування собору, що не відіграє помітної ролі у сучасному силуеті міста. Храм будували на кошти вірян за керівництва московської єпархії. Тодішня Маріупольська мерія (цілком комуністична) участі у створенні храму не брала, а обмежилась наданням земельної ділянки під будівництво. Ідею створення міського собору підтримав і тодішній генеральний директор заводу Азовмаш Антифєєв Анатолій Євгенович, але заводоуправління не надавало тоді грошей на побудову храму, як це робили за керівництва покійного О. В. Савчука.
Замову на проект собору отримали архітектори Клюєв А. Д. та Еренбург Н.Ю. Храм вибудовано у вигляді латинського хреста або у вигляді спрощеної базиліки. Прагнення дотриматись усіх православних канонів привело до неузгодженого розташування малих куполів на даху поряд із завеликим, непропорційним центральним. Храмова споруда не стала творчим досягненням архітекторів і не стала вартісною архітектурною окрасою міста.
Дзвіниця вбудована у храм над західним фасадом. Собор вибудовано з цегли, як і приміщення причта та малою церквою при ньому. Разом із собором споруди утворили храмове подвір'я, обнесене парканом із декоративними ґратами.

## Художники декоратори
Дотримання православних канонів найбільше відбилося на стінописах. В них були абсолютно відкинуті напрацювання релігійного живопису доби російського бароко, класицизму чи академізму, тобто відкинутий досвід трьох століть попереднього розвитку і стилістичного дотримання. З декоруванням вибудованого собору упорались до зими 1993 року.
Художникам надали програму створення храмових стінописів у стилістиці 17 століття, тобто пізнього середньовіччя із зворотною (візантійського типу) перспективою. Над створенням стінописів працювала бригада місцевих художників, серед котрих були — * Бараннік С. О.
- Бондаренко А. Г.[1]
- Ільчинський С. В.[1]
- Яценяк Л. Л.[1]
- Лопато В. В.[1]
- Фасулакі А. Е.[1]
- Ведькал А. Н.[1].

Декоративні ґратки паркана створені під керівництвом майстра Овчаренка Е.Б.